# Itabi (pagode)

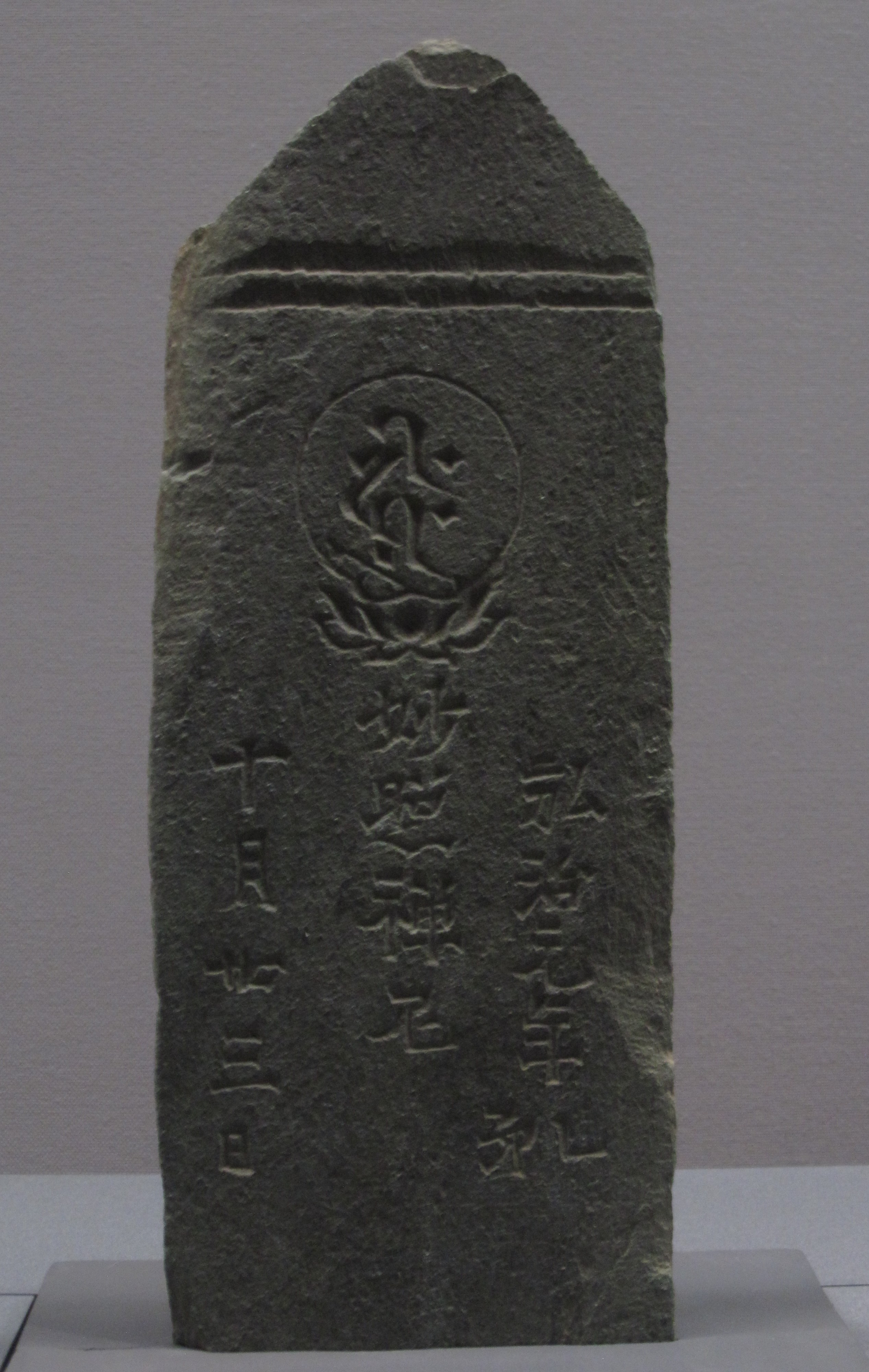
Itabi, Tabata, Kita (Tokio).

Itabi (板碑), itahi, itaishi sotōba, itaishitōba of itasekitoba (板石塔婆), aoishitōba is een afgeplatte stele gebruikt als een type stenen monument (sekihi) of een Japanse pagode (tō). Itabi werd gebruikt als stenen grafmonument, als "omgekeerd grafmonument" (voor de dood gebouwde gyakushu itahi), als grafsteen, pagode of voor een stoepa als herdenkingsmonument. 

## Geschiedenis
Itabi werden gebruikt in het middeleeuwse boeddhisme in de vroege 13e eeuw van de Kamakuraperiode (1185 tot 1333) tot in de 17e eeuw van de vroege Edoperiode (1603 tot 1868). Ze verdwenen snel in de Sengoku-periode. Er zijn er veel itabi in de regio Kanto, en die gemaakt van Chichibu aoishi (blauwgroene chlorietschist) worden aoishi tōba genoemd. Andere kunnen gemaakt zijn van graniet, en de tand des tijds beter hebben doorstaan. 

## Bouw
Itabi zijn zeer divers gevormd. Ze verschillen in hun vormen en in steenmateriaal van gebied tot gebied en van tijdperk tot tijdperk. Gewoonlijk zijn het een enigszins afgevlakte plakken van een granieten rotsblok, of een zuilvormig bewerkte platte steles. Het oudste type itabi, die bestaan uit een afgeplat stukken graniet, worden 'naamkaart-plaatmonument' (される名札碑) genoemd en zijn voorzien van teksten en/of reliëfs.
De zuilvormige itabi bestaan van boven naar beneden uit een vlakke, driehoekige of piramidaal of gevormde top, die door de dubbele gegraveerde groeven (nijo-lijnen) is afgescheiden van het pagodelichaam. De rest van de itabi, die is voorzien van tekst, symbolen en/of reliëfs. Het pagodelichaam kan voorzien zijn van afbeeldingen (tengai decoratie, bloemenvazen, wierookvat, kandelaar), sanskriet-karakters in een boog boven een lotusdecoratie, poëtische en religieuze teksten, de herdenkingsdatum, dierenriemtekens en informatie over de bouwer en de aanleiding tot oprichting van de itabi. De itabi is direct in de grond geplaatst of op een platform. Ao-ishi tōba is de naam van een in Chichibu geproduceerde itabi, die gemaakt is door stukken chlorietschist te verwerken. De blauwgroene chlorietschist is goed splijtbaar en gemakkelijk tot platen te verwerken. Granieten exemplaren hebben de tand des tijds aanzienlijk beter doorstaan. 
De zuilvormig bewerkte steles kunnen gezien worden als een overgang naar de kasatōba. 
| Itabi (笠塔婆) - steles en stenen plaatmonumenten |
| --- |
| - Itabi, Zuhaku-shonin-nyujyotsuka, Katori - Itabi, Odawara, Kanagawa (1334) - Itabi, Kamakura Zaimokuza - Fujiage pagode. Agi Nakatsugawa, Gifu - Pagodes in Sanahara (Agi Nakatsugawa, prefectuur Gifu, Japan) - Iwamura pagode te Agi Nakatsugawa, Gifu - Kawai Enkei Hi - Itabi (stele) - Tenmangu-ikeda |

Aoishitōba · 
Bantōba · 
Buttō · 
Daitō · 
Gorintō · 
Hiratōba · 
Hōkyōintō · 
Hōtō · 
Hyakumantō · 
Ishitō · 
Itabi · 
Itabō · Itatōba · 
Kaisantō · 
Kasatōba · 
Kunisakitō · 
Mokutō · 
Muhōtō · 
Pantōba · Pantapō · 
Rantō · 
Sekitō · 
Sōrintō · 
Sōtō · 
Sotōba · 
Tahōtō · 
Tajūtō · Tasōtō · 
Tō · Tōba · 
Yugitō